# 彰化縣立彰安國民中學
彰化縣立彰安國民中學（英語：Chang-An Junior High School，縮寫CAJH），簡稱彰安國中，是一間位於臺灣彰化縣彰化市的縣立國民中學，創立於1968年，另設有自造教育與科技中心、國民中學職業試探與體驗示範中心，彰化縣教育網路中心在此辦公。

## 沿革
1967年5月由蘇春生負責籌備，時稱彰化第二初級中學，籌畫之初校地狹小不足二甲，後經收購預定地、水利地，目前校地己足二甲。
1968年8月正式成立後，改名彰化縣立彰安國民中學，招收首屆學生9班共47人，曾暫借當時省立彰化女中及中山國小教室上課，年底第一期校舍竣工後，師生遷回現址上課。1973年9月辦理附設中級普通科補校招生，1987成立舞蹈教育實驗班，該校班級數於1993年達107班高峰，為疏解學生數過多 ，彰化縣政府遂於1996年劃分其部分學區成立彰興國中。
2000年美術資優班成立，2003年再度劃分學區成立信義國中小，2006年招收體育班、資優班及不分類資源班等，2010年開辦集中式特教班。
2016年彰化縣教育網路中心由永靖國小搬遷至此辦公，2017年因教育部專案計畫成立彰化縣自造教育中心、彰化縣國民中學區域職業試探與體驗示範中心。

## 歷任校長[3]
- 1968年8月郎致運
- 1970年9月趙錦水
- 1978年8月涂昭昇
- 1980年8月陳敏聰
- 1985年9月蕭主欣
- 1989年3月蕭石定
- 1989年9月謝瑞章
- 1994年9月李景孝
- 1997年8月程武雄
- 2005年8月陳萬結
- 2013年8月陳錫溪
- 2016年8月林麗觀

## 學校特色
彰安國中除普通班，另設有舞蹈、美術及體育班，演員謝盈萱畢業自該校舞蹈班。
2019年與彰化縣立竹塘國民中學發展「鐵道微縮模型製作」課程，運用3D列印等素材，以彰化特色景點融入鐵道模型，曾參加《第11屆全日本高中鐵道模型競賽》；2020年以「完美行動家」教學方案獲得教育部教學卓越金質獎。